# 北掸邦军
北撣邦軍（SSA-N）是掸邦进步党（SSPP）领导并管理的军事实体。总部位于掸邦柯西镇区万海。其控制区域为掸邦第三特区，又称“山地特区”。

## 历史沿革
1971年成立掸邦进步党，成为直接管辖掸邦军的政治组织。
1976年，基于国际形势变化，掸邦军分化为南北两支。雷茂领导的北支加入缅共人民军，赛雷领导的南支加入坤沙的蒙泰军。1989年缅共人民军解体后，加入缅共的北支一分为二，一部分成为北掸邦军，另一部分投靠原来的南支变成蒙泰军。而南支也于1995年脱离蒙泰军成立了掸邦民族军，后来演变升格为掸邦军中央。
2010年4月22日，在腊戍总部召开了一个会谈，北掸邦军的代表为时任北掸邦军主席雷茂少将以及其领导的一些高层人物，缅甸政府军的代表是东北军区司令官昂丹吞少将，在此次会谈上缅甸军政府方面提出整编北掸邦军为边防部队（BGF）的要求，雷茂少将表示接受，将其领导的3旅和7旅整编，并于2011年1月和缅甸军方签署和平协议，而班帕少将则拒绝了整编要求，继续保留北掸邦军的称号和其掌控的北掸邦军1旅。
2011年，北掸邦军重新调整，在保留下的1旅的基础上扩充发展到5个旅，任命原1旅指挥官班帕为军队领导人，名誉主席召学腾。现在北掸邦军编制有1旅、27旅、36旅、72旅、74旅，每旅均设立3个营。
2012年1月，北掸邦军和缅甸政府签署初步协议——联邦中央级5点和平协议。协议的主要内容是允许北掸邦军在万海设立根据地，在棠吉、腊戌、阔朗设立联络办事处，允许携带武器外出，继续进行中央级别谈判和双方合作禁毒。
2013年5月，掸邦进步党/北掸邦军同联邦和平中央委员会达成新的和平协议——四点协议。

## 资料来源
- han State Progress Party/ Shan State Army（页面存档备份，存于）S

## 外部連接
- 2011.05.21 Shan State Army North & South join forces against Burma Army（页面存档备份，存于）
- SSA-North loses Mongsu camp to Burma Army
- Shanland